# Дзифт (филм)
Вижте пояснителната страница за други значения на Дзифт.
„Дзифт“ е български игрален филм от 2008 година на режисьора Явор Гърдев, по сценарий на Владислав Тодоров. Оператор е Емил Христов. Създаден е по романа „Дзифт“ на Владислав Тодоров. Музиката във филма е композирана от Калин Николов. Художник на постановката е Никола Тороманов.
Филмът е показван на филмовия фестивал в Москва, където печели наградата за най-добра режисура и наградата на руските филмови клубове.

## Сюжет
Действието се развива в една нощ. Главният герой по прякор Молеца (Захари Бахаров) излиза от затвора в началото на 60-те години, за да попадне в един напълно нов и непознат за него свят – светът на социалистическа София.
Любовта му към Ада (Таня Илиева) и желанието му да спечели пари, за да се ожени за нея и да е щастлив, се оказват причината той да попадне в затвора и да излезе години по-късно в съвършено различен свят, но преследван от кошмарите от миналото.

## Актьорски състав
- Захари Бахаров – Молеца
- Таня Илиева – Ада
- Владимир Пенев – Плужека
- Михаил Мутафов – Ванвурст-Окото
- Джоко Росич – Отецът
- Димо Алексиев – Войникът
- Цветан Алексиев – Рендето
- Антоний Аргиров – Почерпен студент 1
- Гергана Арнаудова – Дружинната ръководителка
- Благовест Благоев – Човек с мустак
- Цветан Димитров – Старшината
- Сава Драгунчев – Сервитьор
- Александър Кадиев – Почерпен студент 3
- Иво Кръстев – Старши надзирател
- Анастасия Лютова – Сестрата
- Симеон Лютаков – Човек с памуци в ушите
- Мариана Макова – Продавачката на насекоми
- Веселин Мезеклиев – Надзирател 3
- Йордан Мутафов – Бижуто
- Данаил Обретенов – Човек с папионка
- Ивайло Драгиев – Барман
- Христо Петков – Зам. главният гробар
- Снежина Петрова – Лекарката
- Павлин Петрунов – Почерпен студент 2
- Илия Раев – Чичо Тиме
- Васил Ряхов – Надзирател 2
- Йосиф Шамли – Райчо Кожата
- Бойка Велкова – Бар-дама
- Явор Веселинов – Валентин
- Светлана Янчева – Смуглата циганка
- Йордан Славейков – Човек с боза
- Стоян Радев – Пирона
- DJ Айвън – Урода

## Награди
Филмът има множество награди и една номинация:
- Награда за мъжка роля на Михаил Мутафов, Награда за операторско майсторство на Емил Христов, Извънредна награда на журито за монтаж, Награда на критиката и Награда за продуцентство на „Ню Бояна филм“, „Златна роза“, Варна, 2008
- Награда „Сребърен Свети Георги“ за най-добра режисура и Награда на журито на Руската федерация на киноклубовете, Москва, 2008
- Специалната награда на журито за режисура на Явор Гърдев, Награда „Галя Бъчварова“ за изключително постижение на режисьора Явор Гърдев и Награда на СБФД за операторско майсторство на Емил Христов, „Златна ракла“, Пловдив, 2008
- Награда за най-добър български игрален филм от Междунардния фестивал „София филм фест“, 2009
- Специална награда за най-добра режисура на Явор Гърдев от Фестивала „На изток“ за централно- и източноевропейско кино, Висбаден, Германия, 2009
- Номинация за най-добър филм от Межудародния филмовфестивал в Мар дел Плата, Аржентина, 2008

## Любопитни факти
- Сцените, в които действието се развива през 60-те, са заснети на 35-милиметрова лента, тези от 40-те – на 16 мм. Останалите са заснети на 8 мм.
- Владимир Пенев и Захари Бахаров играят ченге и престъпник и в „Под прикритие“.
- Голяма част от екипа на филма са дебютанти (включително сценаристът, режисьорът, монтажистът и изпълняващите главна мъжка и женска роля актьори).